# デズモンド・モリス

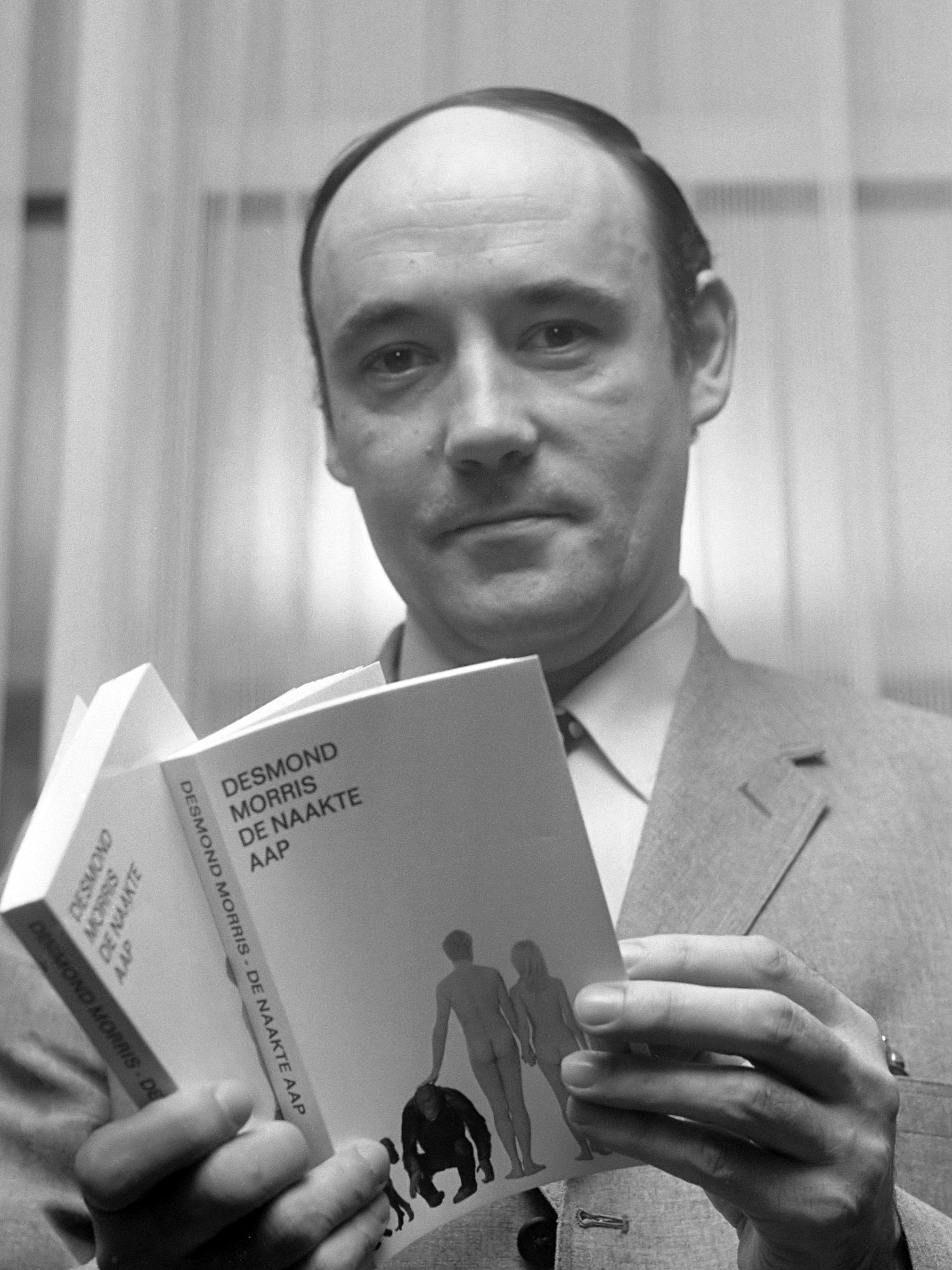

デズモンド・モリス（Desmond Morris, 1928年1月24日 - ）は、イギリスの動物学者、画家。

## 概要
バーミンガム大学で動物学を学び、次いでオックスフォード大学大学院に進みニコ・ティンバーゲンの下で動物行動学を研究。
ロンドン動物園の鳥類学研究部門の長だったが、1960年代にテレビの動物番組「Zoo Time」のプレゼンターとして登場し、番組の中でチンパンジーに絵を描かせるといったパフォーマンスを行ったことで注目を浴びた。
人類を「一生物種としてのヒト」であると定義し、動物学者の見地から人間とその行動を観察、動物としての人間の在り方を説くと共に、人間本位の社会観や価値観に警鐘を鳴らしている。また、イヌ、ネコ、ウマなどの身近な動物が持つ、見落とされがちな習性や知られざる特性を数多く紹介し、人々の動物への理解促進にも努める。1967年の著作The Naked Ape（日本語訳題：『裸のサル』）はベストセラーとなると共に、その人間観が大きな議論も巻き起こした。その理由は、それまでのキリスト教的な人間観を排除し、動物としての人間をリアルに活写したことにあり、人類の類人猿との共通性や、先史時代の狩猟採集社会の困難を乗り切るために人類が大きく進化させた行動について説明している。著作の多くが日本語訳されている。
来日した際には相撲観戦をした。十両の取り組みでは、力士の行動観察で8割方勝敗が分かったが、幕内になるとどちらも巧みに自分が勝つという信号を送っていたため、勝敗を読めなくなったという。

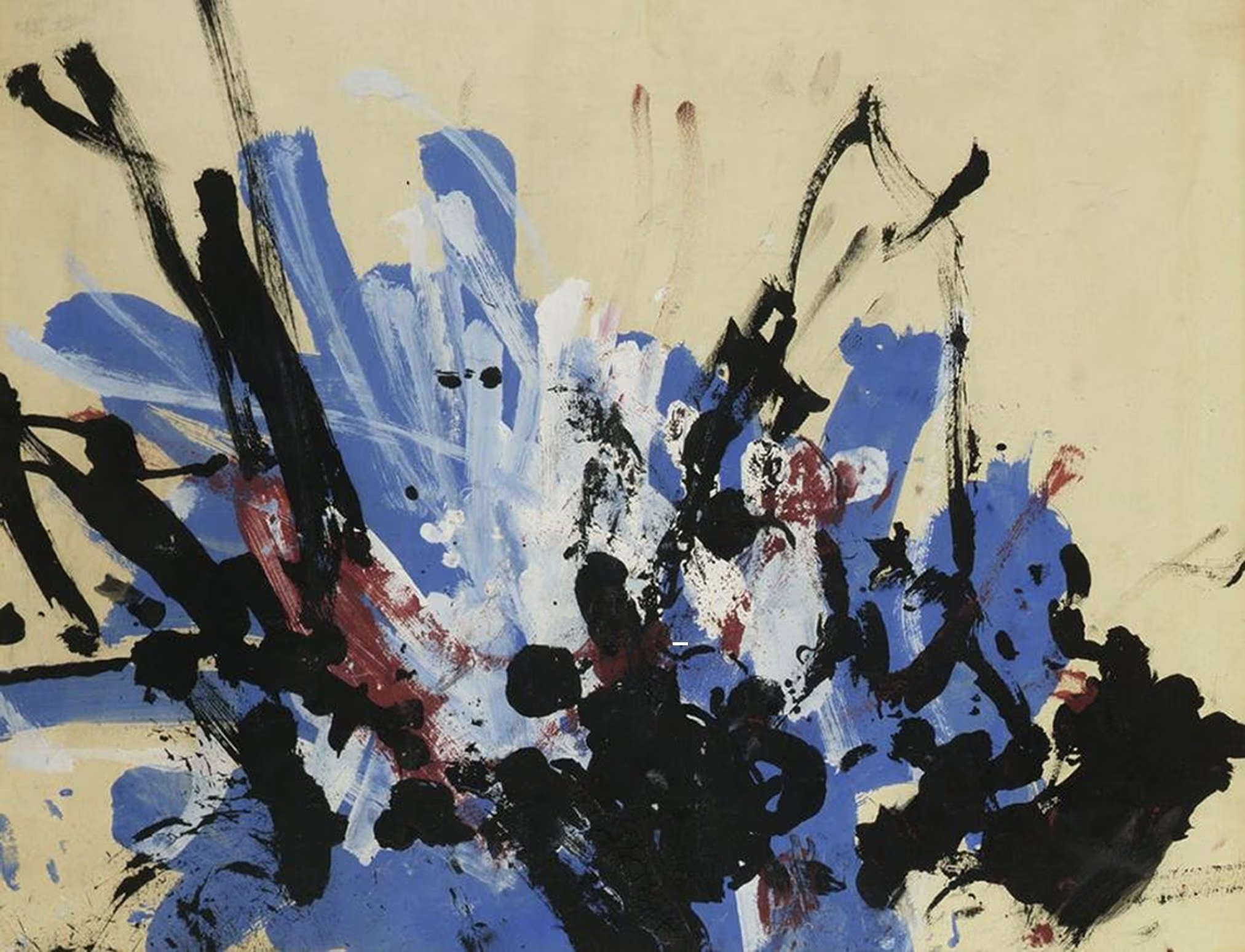
コンゴという名のチンパンジーによる作品

シュルレアリスムの画家としても知られ、初期はジョアン・ミロの展覧会の時などに併せて展示されていたが、1948年に初の個展を開き、以降は定期的にそれを開いている。1957年にはロンドンのInstitute of Contemporary Artsで、チンパンジーによるペインティングやドローイングの展覧会も主催した。そこにはコンゴという名の若いチンパンジー（→Congo ）の作品も含まれている。1967年から1968年にはロンドンのInstitute of Contemporary Artsのexecutive director役も務めた。彼の画風は、同じくティンバーゲンの下で動物行動学を研究したリチャード・ドーキンスの著書『利己的な遺伝子 (The Selfish Gene)』や『盲目の時計職人 (The Blind Watchmaker)』イギリス版の表紙絵などで見ることができる。

## 著書

### 日本語訳
- 『人間動物園』（矢島剛一訳、新潮社、新潮選書） 1970年
- 『美術の生物学 - 類人猿の画かき行動』（小野嘉明訳、法政大学出版局） 1975年
  - 新装版『美術の生物学 新装版: 類人猿の画かき行動』 (小野嘉明訳、法政大学出版局、コスモス・ブックス)  1985年
- 『マンウォッチング - 人間の行動学』（藤田統訳、小学館） 1980年、のち小学館ライブラリー 1991年、のち小学館文庫 2007年
- 『サッカー人間学 - マンウォッチング 2』（岡野俊一郎監修、白井尚之訳、小学館） 1983年
- 『年齢の本』（日高敏隆訳、平凡社） 1985年
- 『ボディウォッチング - 続マンウォッチング』（藤田統訳、小学館） 1986年、のち小学館ライブラリー 1992年
- 『ドッグウォッチング - イヌ好きのための動物行動学』（竹内和世訳、平凡社） 1987年
- 『キャット・ウォッチング - ネコ好きのための動物行動学』（羽田節子訳、平凡社） 1987年
  - 改題新装版『キャット・ウォッチング 1 なぜ、猫はあなたを見ると仰向けに転がるのか?』（岩合光昭写真、羽田節子訳、平凡社） 2009年
- 『キャット・ウォッチング PartⅡ』（羽田節子訳、平凡社） 1988年
  - 改題新装版『キャット・ウォッチング 2 猫に超能力はあるか?』（岩合光昭写真、羽田節子訳、平凡社） 2009年
- 『モリス自伝 - 動物とわたし』（鶴田公江訳、角川選書） 1988年
- 『競馬の動物学 - ホースウォッチング』（渡辺政隆訳、平凡社） 1989年
- 『裸のサル - 動物学的人間像』（日高敏隆訳、角川書店）、のち角川文庫 1999年
- 『裸のサル ヴィジュアル版』（日高敏隆訳、河出書房新社） 1988年
- 『動物との契約 - 人間と自然の共存のために』（渡辺政隆訳、平凡社） 1990年
- 『アニマル・ウォッチング - 動物の行動観察ガイド』（日高敏隆訳、河出書房新社） 1991年
- 『ジェスチュア - しぐさの西洋文化』（多田道太郎, 奥野卓司訳、角川選書） 1992年、のちちくま学芸文庫 2004年
- 『ふれあい - 愛のコミュニケーション』（石川弘義訳、平凡社、平凡社ライブラリー） 1993年
- 『クリスマス・ウォッチング』（屋代通子訳、扶桑社） 1994年
- 『赤ん坊はなぜかわいい? - ベイビー・ウォッチング12か月』（幸田敦子訳、河出書房新社） 1995年
- 『イギリスPubウォッチング』（ケイト・フォックス共著、林望訳、平凡社） 1995年
- 『舞い上がったサル』（中村保男訳、飛鳥新社） 1996年
- 『セックスウォッチング - 男と女の自然史』（日高敏隆監修、羽田節子訳、小学館） 1998年
- 『ボディートーク -  世界の身ぶり辞典』（東山安子訳、三省堂） 1999年
- 『裸の眼 - マン・ウォッチングの旅』（別宮貞徳訳、東洋書林） 2001年
- 『世界お守り大全 ビジュアル版』（鏡リュウジ訳、東洋書林） 2001年
- 『「裸のサル」の幸福論』（横田一久訳、新潮社、新潮新書） 2005年
- 『デズモンド・モリスの犬種事典』（大木卓監修、誠文堂新光社） 2007年
- 『ウーマンウォッチング』（常盤新平訳、小学館） 2007年
- 『赤ちゃんの心と体の図鑑』（日高敏隆, 今福道夫訳、柊風舎） 2009年
- 『子どもの心と体の図鑑』（今福道夫監修、柊風舎） 2010年
- 『サル - その歴史・文化・生態』（伊達淳訳、白水社） 2015年